# Donna, vita, libertà

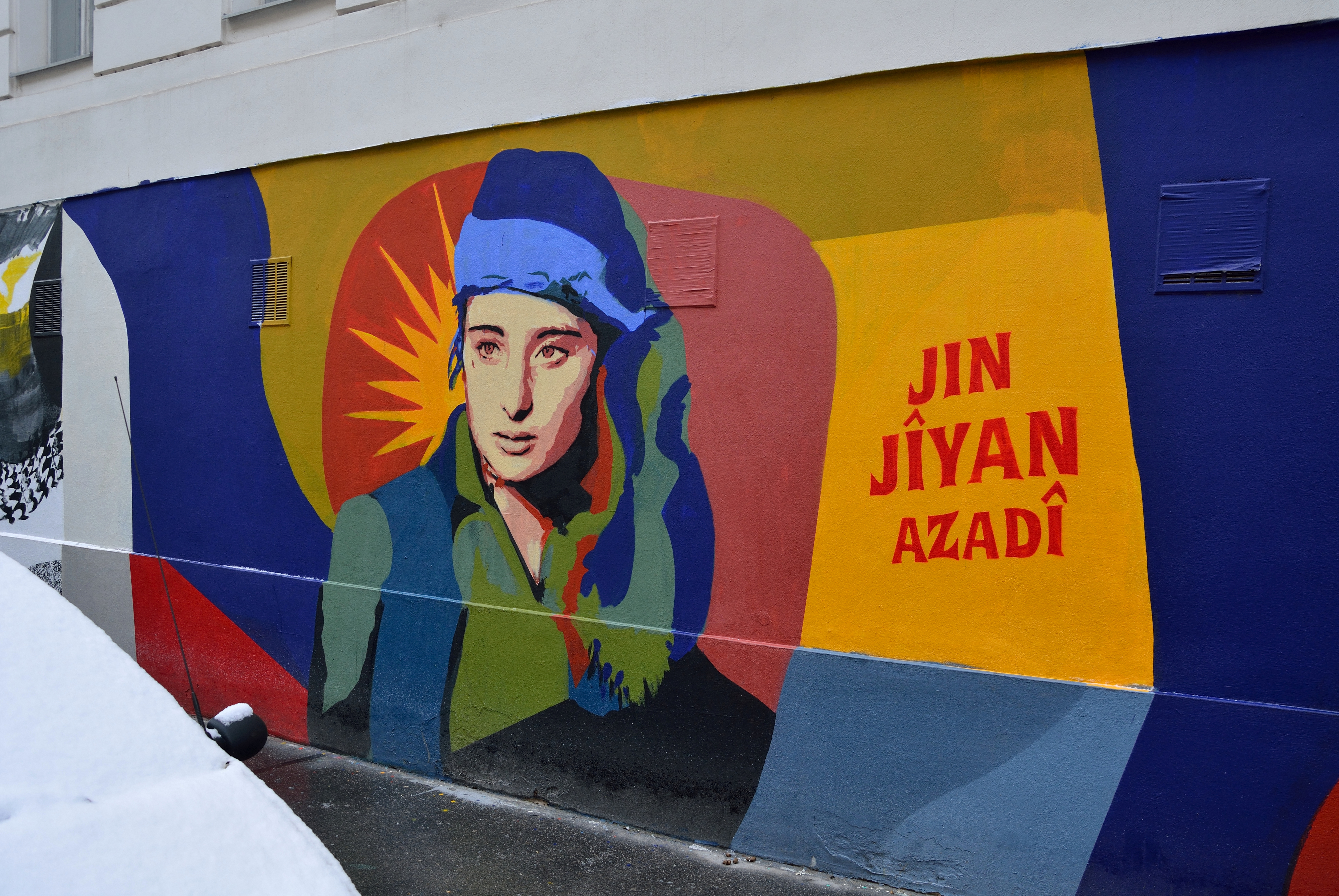
Un murale a Vienna mostra una donna curda lo slogan Donna, vita, libertà (in curdo).

Donna, vita, libertà (in curdo Jin, Jîyan, Azadî‎, ژن، ژیان، ئازادی‎) è un diffuso slogan politico in lingua curda usato dai movimento nazionalisti curdi e dai movimenti del confederalismo democratico. Tale slogan è successivamente diventato un grido di richiamo durante le proteste seguite alla morte di Mahsa Amini.

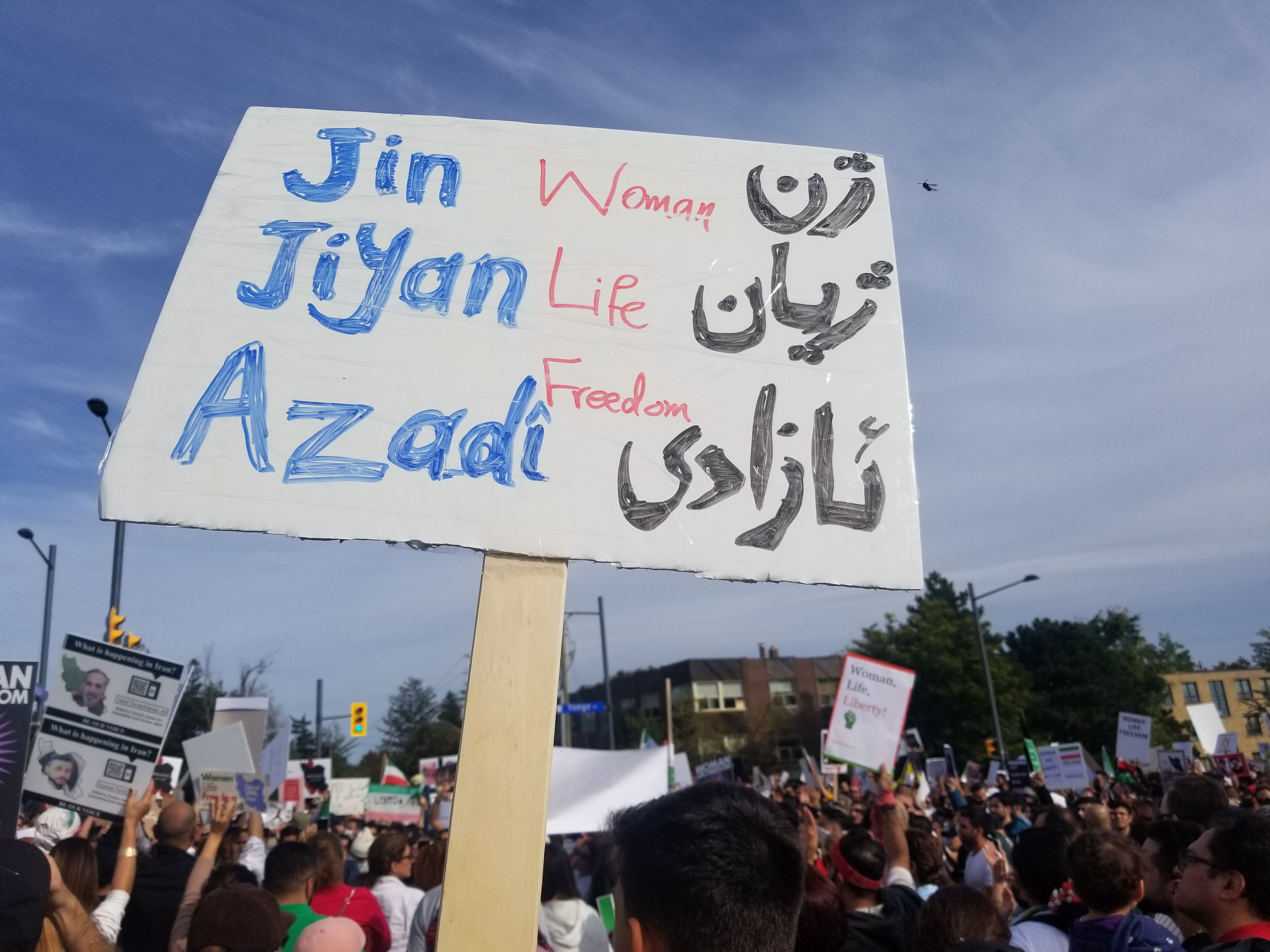
Un cartello con lo slogan, scritto in curdo e in inglese.

## Origine
L'origine dello slogan può essere fatta risalire al movimento di liberazione curdo di fine XX secolo. È stato usato la prima volta da esponenti del movimento delle donne curdo, componente del movimento di liberazione curdo scaturito dall'attivismo popolare in reazione alle persecuzioni poste in atto dai governi di Iran, Iraq, Turchia e Siria. Divenne popolare grazie a figure come Abdullah Öcalan che lo citò nei suoi scritti anti-capitalistici ed anti-patriarcali. Dall'uso iniziale, lo slogan si è poi propagato a membri di organizzazioni curde e ad altre realtà.

## Uso curdo iniziale
Lo slogan è associato alla gineologia e sarebbe stato coniato da Abdullah Öcalan, leader del Partito dei Lavoratori del Kurdistan (PKK). Lo slogan segnò le attività politiche delle donne curde negli anni 2000 e fu considerato allettante per la sua forma, il ritmo e il significato implicito. Fu usato pure tra le curde delle Unità di Protezione delle Donne (YPJ) nella guerra contro lo Stato Islamico (ISIS).

## Diffusione mondiale
Lo slogan si diffuse in altre proteste in tutto il mondo, tanto che il 25 novembre 2015 venne usato ai raduni svoltisi in occasione della Giornata internazionale per l'eliminazione della violenza contro le donne in diversi Paesi europei.

### Afghanistan

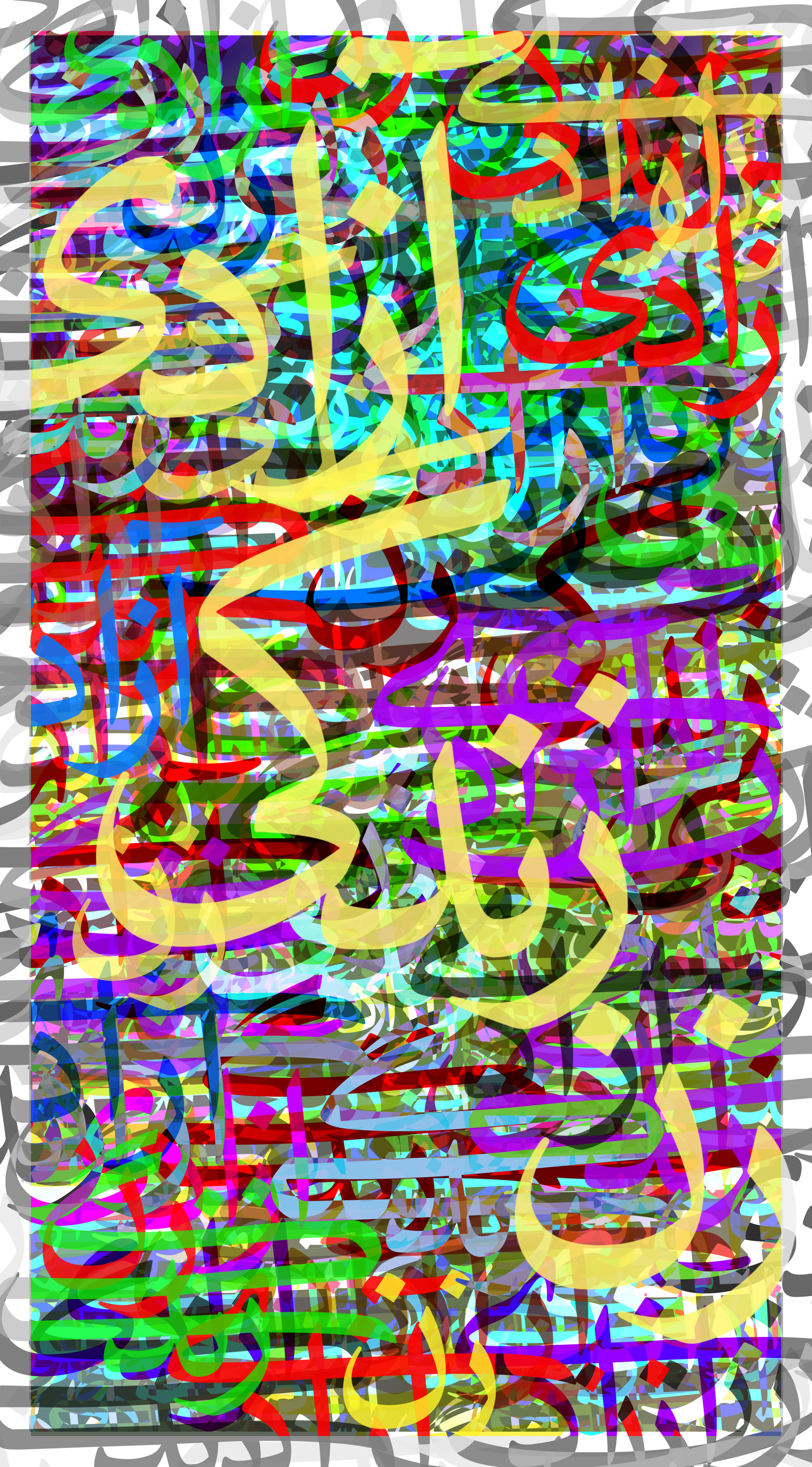
Opera grafica con lo slogan Donna, vita, libertà in persiano

Il 20 settembre 2022 donne afghane gridarono lo slogan in una manifestazione a sostegno delle proteste delle donne in Iran.

### Francia
Nel 2018, al festival di Cannes, il cast di Les filles du soleil gridò "jin jîyan azadî". Più tardi lo slogan comparve in persiano sulla prima pagina di Libération nel settembre 2022 a seguito delle proteste per la morte di Mahsa Amini.

### Iran
Il primo uso dello slogan "Donna, vita, libertà" risale alle proteste per la morte di Mahsa Amini del settembre 2022. Lo slogan fu dapprima scandito ai funerali di Amini a Saqqez e poi risuonò nelle iniziali manifestazioni a Sanandaj dopo il funerale. Il 21 settembre lo slogan fu gridato dagli studenti dell'Università di Teheran e nei giorni successivi da dimostranti in tutto il Paese. Il 28 settembre e, nel seguito delle proteste, studenti all'Università di scienze mediche di Shiraz usarono per le loro proteste lo slogan assieme ad un altro simile: "Donna, vita, libertà; uomo, patria, prosperità".
Con l'espansione delle proteste iraniane ad altre città del mondo, si tennero raduni in diversi luoghi con i manifestanti che usavano anche lo slogan di cui parliamo. In conseguenza della notorietà assunta dallo slogan, il quotidiano francese Libération accompagnò le immagini delle proteste in Iran con lo slogan in persiano, seguito dalla traduzione in francese. Fu anche usato nelle parole finali della canzone Baraye di Shervin Hajipour, che fu arrestato dalla polizia il giorno dopo del successo mondiale del brano. La canzone Baraye fu cantata poi nelle proteste globali collegate all'Iran il 1º ottobre 2022, in circa 150 città del mondo.
L'attrice iraniana Taraneh Alidoosti aveva diffuso una sua foto con un cartello riportante lo slogan. Nel dicembre 2022 fu arrestata dalle autorità iraniane.

### Italia
Anche in Italia lo slogan ha avuto vasta diffusione, sia in iniziative culturali, sia in manifestazioni politiche.

### Turchia

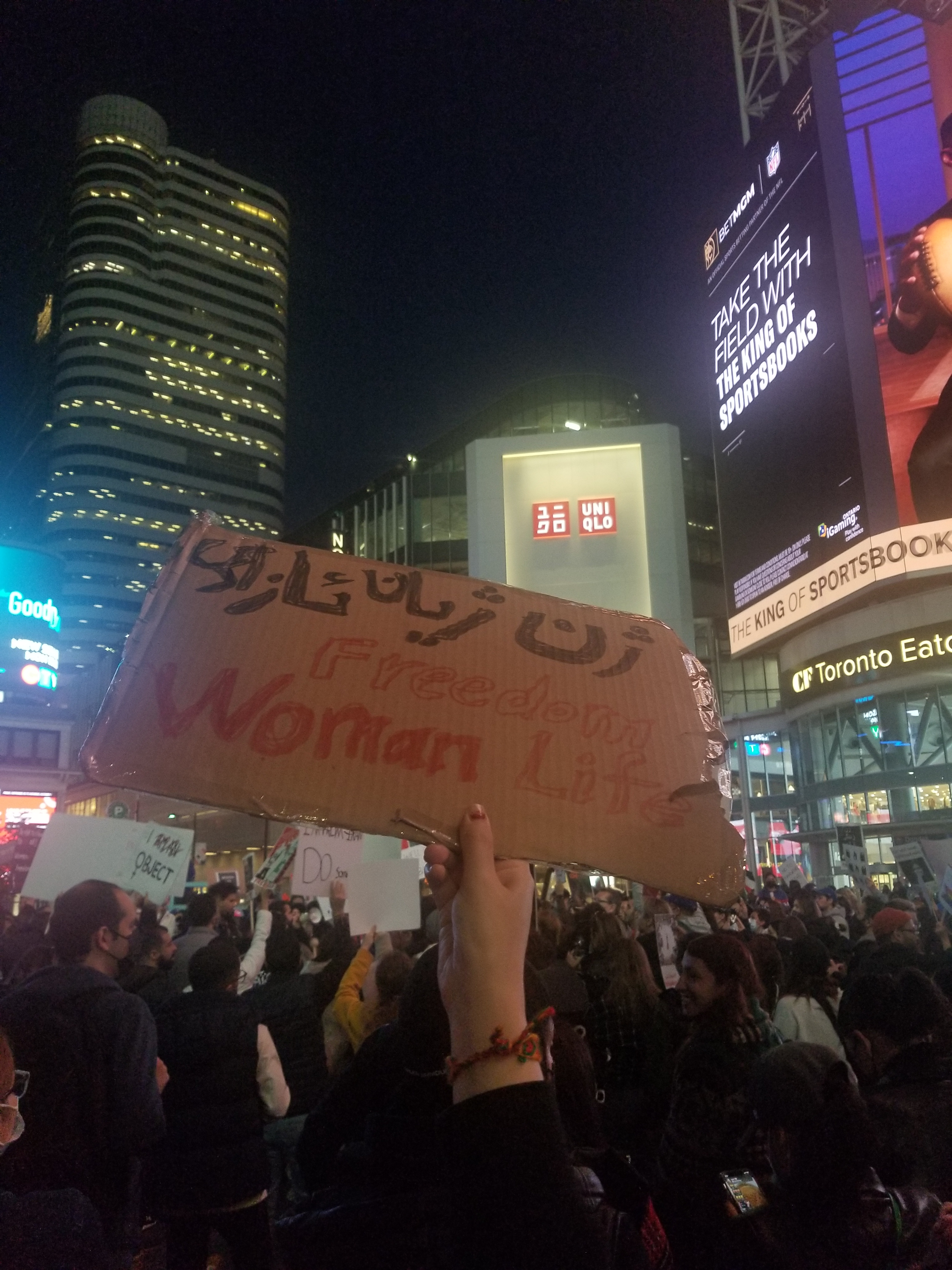
Un cartello con lo slogan Donna, vita, libertà (Jin, Jîyan Azadî) in curdo centrale e inglese brandito in una manifestazione a Toronto.

Questo slogan è stato usato ripetutamente in Turchia dalle Madri del sabato. Lo slogan fu gridato anche da manifestanti turchi per protestare di fronte all'ambasciata della Repubblica islamica dell'Iran il 21 settembre 2022.

## Accoglienza
- Il sociologo iraniano Taghi Azadarmaki affermò che lo slogan è "uno dei desideri più radicati nella classe media".[35][36]
- Il sociologo iraniano Farhad Khosrokhavar considera lo slogan come "una svolta nella sequenza delle proteste civili iraniane".[37]
- Il sociologo Mehrdad Darvishpour crede che lo slogan "sfidi l'ideologia dominante violenta, patriarcale, mortale e autoritaria".[38]
- L'analista politico iraniano-americano Karim Sadjadpour vede lo slogan "Donna, vita, libertà" come la confutazione del governo.[39][non chiaro]
- Mohammad Fazeli, sociologo e professore iraniano di sociologia crede che in questo slogan la donna abbia un aspetto simbolico e dimostri l'avversione alla violenza.[40]

## Reazioni
- Il ministro degli esteri tedesco Annalena Baerbock manifestò per i diritti delle donne con cartelli "Jin, Jîyan, Azadî" al comitato del partito.[41]
- Abir Al-Sahlani, membro svedese del Parlamento europeo, ad una seduta del consesso in cui pronunciava un discorso in solidarietà con le donne curde, si tagliò una ciocca di capelli declamando “Jin, Jîyan, Azadî”.[42]
- La cantante finlandese-statunitense-curda Helly Luv interpretò una canzone che contiene “Jin, Jîyan, Azadî”.[43]
- La cantante iraniana-olandese Sevdaliza interpretò una canzone dal titolo "Woman Life Freedom زن زندگی آزادی".[44]
- Nel 2023 viene pubblicata l'antologia a fumetti Donna, vita, libertà, curata da Marjane Satrapi e che vede tra i suoi vari autori i fumettisti Lewis Trondheim, Paco Roca e Coco.[45]